# Wes Wilson
Robert Wesley Wilson (Sacramento, California, 15 de julio de 1937-Leann, Misuri, 24 de enero de 2020) fue un artista estadounidense y uno de los diseñadores principales de carteles psicodélicos. Más conocido por haber diseñado los carteles para The Fillmore Auditorium de Bill Graham en San Francisco (California), inventó un estilo que es ahora símbolo del movimiento pacifista y de la era psicodélica de los años 60. En particular, se le conoce por haber inventado y popularizado la fuente tipográfica "psicodélica", alrededor de 1966, cuyas letras parecen moverse y derretirse.

## Educación y primeros años
Robert Wesley Wilson nació en Sacramento, en el norte rural de California. Fue criado por su madre, y tras su graduación en el instituto, pasó un periodo en la milicia.
Trasladada la familia a San Francisco, acudió a la Universidad Estatal para estudiar filosofía y religión, donde con el trabajo en una pequeña imprenta pudo pagar sus estudios y ayudar a su familia.

## Carrera

### Primeros trabajos
Al principio de su carrera en San Francisco, vivió en el edificio de apartamentos "Wently" con otros artistas como Bob Carr. Ambos crearon un negocio de artes gráficas que se especializó en la impresión de folletos para actuaciones musicales. Al mismo tiempo, Wilson y su mujer comenzaron a relacionarse con artistas locales en fiestas y bailes, entre los que estaban Janis Joplin y Jerry Garcia. Según Wilson, la escena hippie de los 60 en San Francisco fue un periodo de iluminación, en el que las utopías se veían como algo que realmente podía ocurrir.
Su primer póster importante, que promocionaba un concierto en "The Fillmore Auditorium" de los grupos The Association, Sopwith Camel, The Grass Roots y Quicksilver Messenger Service, presenta unas letras rojas con aspecto de llama sobre un fondo verde. Wilson comenzó a adquirir fama particularmente por el estilo de letra que había creado con el ánimo de llamar la atención y crear expectación. Se había inspirado en las tipografías de Alfred Roller, rellenando el espacio y remodelando el estilo para hacerlo propio, convirtiéndolo en su sello distintivo y en el de otros artistas que siguieron su ejemplo. También fueron populares las mujeres sensuales que dibujaba.

### Moda del póster psicodélico
Mediada la década de los 60, el movimiento Haight-Ashbury generó una importante demanda de carteles y folletos y Wilson comenzó a recibir encargos en el área de San Francisco. En 1965, publicó el cartel "Are We Next?" ("¿Somos los siguientes?"), una protesta por la Guerra de Vietnam, diseñado, autoeditado y vendido directamente por él. El cartel muestra una esvástica integrada en la bandera de los Estados Unidos encabezado por el texto "¿Somos los siguientes?", según Wilson, para hacer pensar a las personas sobre el asunto. El cartel llamó la atención del promotor musical Chet Helms, quién le encargó el diseño de los folletos para su productora de conciertos Family Dog.
En 1966, Wilson diseñaba carteles para Helms y para Bill Graham, que semanalmente programaban bailes, respectivamente, en el Salón de baile Avalon y en el Fillmore Auditorio y Fillmore Oeste. Los carteles se hicieron tan populares, que pronto se editaron para la venta en todo el país. Diseñó carteles icónicos para Jefferson Airplane, Otis Redding, y los Grateful Dead, y en 1966 hizo un cartel para una actuación de Plastic Inevitable en Fillmore.
Otros carteles fueron dedicados a bandas locales como Quicksilver Messenger Service. Diseñó el cartel para el concierto final de los Beatles en el Candlestick Park, el 29 de agosto de 1966.
Después de abandonar su relación comercial con Helms, siguió colaborando en exclusividad con Graham hasta 1967, con quien rompió por una disputa contractual. Uno de los carteles de la banda Grateful Dead fue portada de la revista Life en septiembre de 1967, haciendo mención a Wilson en un artículo titulado La moda nacional del cartel psicodélico. En 1968, Wilson recibió el premio "National Endowment for the Arts", por su contribución al arte en Norteamérica.

## Estilo y acogida
Su estilo denota una fuerte influencia del movimiento Art Nouveau. Wilson ha sido considerado como uno de los "Cinco grandes" cartelistas de San Francisco junto con Alton Kelley, Victor Moscoso, Rick Griffin y  Stanley Mouse.
La prensa ha llamado a Wilson el "fundador del movimiento del cartel hippie" o "el más importante cartelista" en los Estados Unidos. Al convertirse en el más reconocido de los artistas gráficos del movimiento de San Francisco, sus obras se encuentran también entre las más cotizadas.

## Vida personal
Wilson y su primera mujer tuvieron tres hijas. Conoció a su segunda mujer, Eva, en San Francisco en la década de los 60 en el apartamento del complejo Wently para artistas. En 1976, la pareja se mudó a los Ozarks, donde siguió pintando y criaron a sus hijas en una granja láctea. Murió de cáncer en su casa en Leann, Misuri el 24 de enero de 2020. Tenía 82 años.